# Klaus W. Sporer
Klaus W. Sporer (* 1939 in Nürnberg; † 14. Juli 2020 in Ingolstadt) war ein deutscher Maler, Musiker, Komponist und Lyriker.

## Werdegang
Klaus Sporer studierte von 1958 bis 1962 an der Staatlichen Hochschule für Musik München. Er nahm Modellierunterricht bei Franz Rindfleisch. Er lehrte von 1964 bis 1994 als Gymnasiallehrer für Musik und als Seminarlehrer für Pädagogik am Christoph-Scheiner-Gymnasium. In den 1970er und 1980er Jahren fuhr Sporer regelmäßig mit befreundeten Malern, wie Pius Eichlinger in die Provence. Klaus Sporer war befreundet mit Rudolf Ortner und Bill Magnum. Er war Konzertmeister des Ingolstädter Kammerorchesters und Gründungsmitglied der Simon-Mayr-Gesellschaft und der Städtischen Sing- und Musikschule.

## Ausstellungen
- 1978: Neue Galerie, Ingolstadt
- 1978: Fine Arts Center, Winston-Salem
- 1979: Nürnberg, ausgerichtet von der Galerie v. Abercron, München
- 1979: Carrara mit Franz Rindfleisch, Rudolf Ackermann und Stefan Pfättisch
- 1981: Athesia-Galerie, Brixen
- 1989: Städtische Galerie im Theater, Ingolstadt
- 1989: Kunstverein Ingolstadt, Ingolstadt
- 1994: Herzogskasten, Ingolstadt
- 1999: Städtische Galerie Harderbastei, Ingolstadt
- 2001: Galerie am Hauptplatz, Fürstenfeldbruck
- 2004: Stadttheater, Ingolstadt
- 2009: Städtische Galerie im Theater, Ingolstadt (Verleihung des Kunstpreis der Stadt Ingolstadt)
- 2013: Fleißerhaus, Ingolstadt
- 2019: Städtische Galerie Harderbastei, Ingolstadt
- 2019: Serenade für drei Violen – Städtische Galerie im Theater, Ingolstadt

## Preise
- 2008: Kunstpreis der Stadt Ingolstadt[3]

## Klaus-W.Sporer-Preis
Der Preis ist mir 3000 Euro dotiert.
- 2024: Marina Pohl

## Filmografie
- 2013: Der Maler und Grafiker Klaus W. Sporer
- 2014: Malerei von Klaus W. Sporer
- 2021: Klaus W. Sporer: Leidensweg

## Bücher
- Klaus W. Sporer. Neue Arbeiten 87–89. Tengler Druck GmbH, Ingolstadt 1989
- Zeitblende. Gedichte. Signiert. Zeichnungen. Ingolstadt 1994 mit einer Einführung von Siegfried Hofmann
- Klaus W. Sporer. Werke 1994–1999. Tengler Druck GmbH, Ingolstadt 1999
- Streusalz. Tengler Druck GmbH, Ingolstadt 2002
- Arabesken. Tengler Druck GmbH, Ingolstadt 2004